# Rio Xambrê
Rio Xambrê är ett vattendrag i Brasilien.   Det ligger i delstaten Paraná, i den södra delen av landet, 1 100 km sydväst om huvudstaden Brasília.
Omgivningarna runt Rio Xambrê är huvudsakligen savann. Runt Rio Xambrê är det ganska glesbefolkat, med 22 invånare per kvadratkilometer.